# 10078 Stanthorpe
10078 Stanthorpe eller 1989 UJ3 är en asteroid i huvudbältet som upptäcktes den 30 oktober 1989 av den japanska astronomen Tsutomu Seki vid Geisei-observatoriet. Den är uppkallad efter den australiensiska staden Stanthorpe.
Den tillhör asteroidgruppen Eunomia.